# Seznam francoskih smučarskih tekačev
Seznam francoskih tekačev na smučeh.

## A
- Clément Arnault
- Célia Aymonier

## B
- Adrien Backscheider
- Coralie Bentz
- Anaïs Bescond
- Ivan Perrillat Boiteux
- Justine Braisaz
- Célia Bourgeois
- Marion Buillet

## C
- Lucas Chanavat
- Jules Chappaz
- Valentin Chauvin
- Anaïs Chevalier
- Delphine Claudel

## D
- Roddy Darragon
- Simon Desthieux
- Flora Dolci
- Marie Dorin-Habert
- Juliette Ducordeau
- Robin Duvillard

## F
- Anouk Faivre-Picon

## G
- Cyril Gaillard
- Jean-Marc Gaillard
- Baptiste Gros

## H
- Coraline Hugue

## J
- Renaud Jay
- Aurore Jéan
- Alexis Jeannerod
- Richard Jouve

## L
- Hugo Lapalus
- Jules Lapierre

## M
- Quentin Fillon Maillet
- Laura Chamiot Maitral
- Maurice Manificat
- Cyril Miranda

## P
- Clément Parisse
- Karine Laurent Philippot
- Jean-Paul Pierrat

## S
- Cécile Storti

## T
- Damien Tarantola

## V
- Vincent Vittoz

## W
- Mathias Wibault